# Мухаммед-шах II (Малава)
Мухаммед-шах II (д/н — після 1513)  — султан Малави у 1512 році.

## Життєпис
Походив з династії Хілджі. Третій син султана Наср Шаха. Замолоду звався Сагіб Хан. 1511 року після смерті батька молодший брат Махмуд Шах II успадкував владу. Але цього не визнав Сагіб Хан, що повстав. До нього приєднався старший брат Ішмхаб ад-Дін (раніше позбавлений права спадкоємства), що повернувся до султанату. Проте брати зазнали поразки й вимушені були тікати до Хандеського султанату. Того ж року при спробі повернутися до Малави помер Ішхаб ад-Дін.
1512 року візир Мухафіз-хан повалив султана Махмуд Шаха II. закликавши на трон Сагіб Хана, що прийняв ім'я Мухаммед-шах II. Але його панування було нетривалим. Того ж року Махмуд Шах II за підтримки раджпутського війська на чолі з Чанда Пурбією, раджою Медіні, завдав поразки Мухафі-хану, разом з яким Мухаммед-шах II втік до Гуджаратського султанату. Тут дістав допомогу від Музаффар-шаха II, з яким рушив на Манду (столицю Малавського султанату). В цей час там повстали Сікандар-хан, намісник Сатваса, та Бахджат-хан, намісник Чандері. Проте союзникам не вдалося захопити Манду.
1513 року гуджаратці відступили, а невдовзі Мухаммед-шах II зазнав поразки й утік до Ахмедабаду. Тут після урочистого прийому при дворі Музаффар-шаха II перського посла останній вступив у статевий акт або зґвалтував Мухаммед-шаха II. Від ганьби той утік спочатку до Хандешу, а потім перебрався до Берарського султанату. Подальша його доля невідома.